# جوناثان هانتينغتون
جوناثان هانتينغتون (بالإنجليزية: Jonathan Huntington)‏ هو ملحن أمريكي، ولد في 9 فبراير 1771، وتوفي في 29 يوليو 1838.